# Jesús Lucendo
Jesús Julián Lucendo Heredia, conhecido apenas por Lucendo (Pedro Muñoz, 19 de abril de 1970) é um ex-futebolista e treinador de futebol andorrano que atuava como meio-campista. É atualmente treinador da seleção Sub-19 de Andorra.

## Carreira
Revelado pelo Barcelona, Lucendo atuou entre 1988 e 1991 no time C dos Blaugranas (6 jogos), além de ter disputado uma partida pela equipe principal, na época treinada por Johan Cruyff, contra o Valladolid. 
Deixou o Barcelona em 1990 para jogar por empréstimo no Linense, onde permaneceu durante uma temporada. Também teve passagens por FC Andorra e Cartagena até se aposentar em 2003, no FC Santa Coloma, em decorrência de lesão no joelho.
Em 2006, Lucendo estreou como treinador no Rànger's, exercendo o cargo até 2010. Desde então, comandou as seleções de base de Andorra (Sub-17, Sub-19 e Sub-21).

## Seleção Andorrana
Espanhol de nascimento, Lucendo optou por jogar pela seleção Andorrana, estreando em 1996. Tornou-se famoso ao disputar um amistoso contra o Brasil, às vésperas da Copa do Mundo de 1998; a partida, realizada na França, o país-sede do Mundial, teve o meio-campista como atração em virtude de seu peso, considerado alto para um atleta. Até 2003, jogou 29 partidas pela Seleção Andorrana, marcando 3 gols.

## Títulos

### Como jogador
FC Andorra
- Copa Cataluña: 1 (1993–94)

FC Santa Coloma
- Primeira Divisão de Andorra 1 (2002–03)
- Copa Constitució: 1 (2002–03)
- Supercopa de Andorra: 1 (2003)

### Como treinador
FC Ranger's
- Primeira Divisão de Andorra: 1 (2006–07)

## Links
- Jesús Lucendo em National-Football-Teams.com